# Rhizophora racemosa
Rhizophora racemosa, mangle rojo es una especie que pertenece a la familia Rhizophoraceae.

## Descripción
Es un árbol pequeño con raíces aéreas que parten de la base del tronco y se hunden en el suelo encharcado. Las hojas son elípticas y opuestas. Las flores son pequeñas, dispuestas en una especie de racimos. El fruto tiene forma oval, de unos tres centímetros. La semilla puede germinar aun cuando el fruto no ha caído.

## Distribución y hábitat
Crece en zonas costeras tropicales, próximas a desembocaduras de ríos, necesitando cierto grado de salinidad. 	
En Guinea Ecuatorial existen pequeñas manchas en Bioko y cubren extensiones considerables en las desembocaduras de los grandes ríos de Río Muni.

## Propiedades

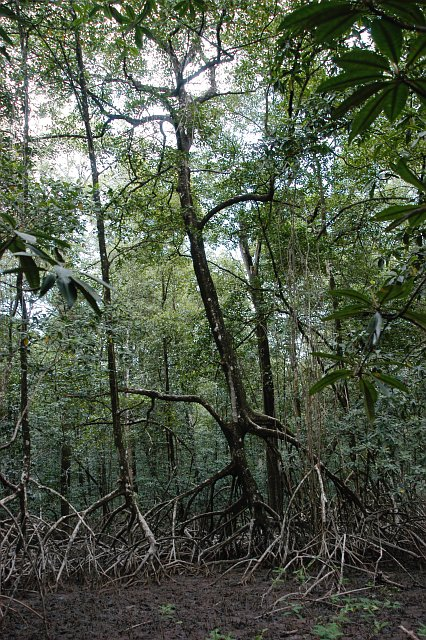
Rhizophora racemosa

La madera, dura y pesada, se utiliza en carpintería y ebanistería. La corteza es muy usada como astringente, contra las quemaduras, los abscesos y contra la lepra.

## Taxonomía
Rhizophora racemosa fue descrita por Georg Friedrich Wilhelm Meyer y publicado en Primitiae Florae Essequeboensis . . . 185. 1818. 
Etimología
Rhizophora: nombre genérico que deriva de las palabras griegas: ριζα (rhiza ), que significa "raíz" y φορος ( phoros ), que significa "de apoyo", refiriéndose a los pilotes de la base.
racemosa: epíteto latíno que significa "con racimos".
Sinonimia
- Rhizophora mangle var. racemosa (G.Mey.) Engl.[5][6]